# Французский армянский легион

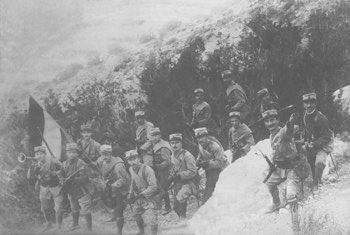
Армянские добровольцы в рядах французской армии (1916—1917)

Францу́зский армя́нский легио́н (арм. Արևելյան կամ Հայկական լեգեոն, фр. Légion arménienne) — воинская часть, иностранный легион в составе вооружённых сил Франции. Основан согласно франко-армянскому соглашению 1916 года в целях национально-освободительной борьбы. За помощь в борьбе с Османской империей Франция обещала предоставить автономию армянам Киликии. Армянский легион не был единственным армянским воинским соединением, участвующим в борьбе против Османской империи в годы Первой мировой войны, кроме него существовали части армянских добровольцев и армянская милиция.
Первоначально получил название La Légion d’Orient (Восточный легион). Был переименован в La Légion Arménienne (Армянский легион) 1 февраля 1919 года.
Легион формировался в лагере на Кипре из армянских добровольцев из городов Леванта и стран Антанты, военнопленных солдат и офицеров османской армии армянского происхождения, армянских беженцев из Турции. Большое количество армянских добровольцев прибыло также из США. Также в него вступали арабы-сирийцы (как мусульмане, так и христиане). К середине 1918 года в легионе было уже 5600 человек, при этом сирийцы составляли не более десятой части от этого числа.
Первые бои с участием Армянского легиона состоялись 19 сентября 1918 года в Палестине, в дальнейшем, в составе англо-французских войск легион участвовал в боях за Сирию и Ливан. 
Однако турецкое национальное движение под руководством генерала Мустафы Кемаля продемонстрировало решимость сражаться до конца за единство того, что осталось от Османской империи, что вылилось в войну за независимость Турции, включавшую и борьбу против французского экспедиционного корпуса, занявшего Киликию. Эта борьба, сопровождавшаяся большими жертвами, как среди турецкого, так и среди армянского мирного населения этого региона, продолжалась до начала 1921 года.
В 1920-1921 гг. Киликия была захвачена кемалистами.  После этого, после поворота в восточной политике Франции, Легион был частично расформирован, а в августе 1920 года расформирован окончательно. В конце 1920 — начале 1921 года легионеры покинули Киликию. 
Затем во внешней политике Франции произошёл поворот в сторону улучшения отношений с Турцией, что вызвало недовольство и даже дезертирство среди солдат легиона. Как следствие Армянский легион начали сокращать, а в августе 1920 года окончательно распустили.